# Stadio Vélodrome
Lo stadio Vélodrome (in francese Stade Vélodrome) è un impianto sportivo multifunzione di Marsiglia.
Inaugurato nel 1937, è lo stadio usato dall'Olympique de Marseille. Con una capienza di 67 394 spettatori, è il più capiente tra gli stadi utilizzati da squadre di calcio francesi. Ha ospitato alcune partite dei campionati mondiali di calcio del 1938 e del 1998 ed è utilizzato regolarmente per le partite delle nazionali francesi di rugby e di calcio.
Periodicamente ospita le partite della fase finale del Top 14 e alcune partite del Tolone.

## Storia

### Primo trentennio

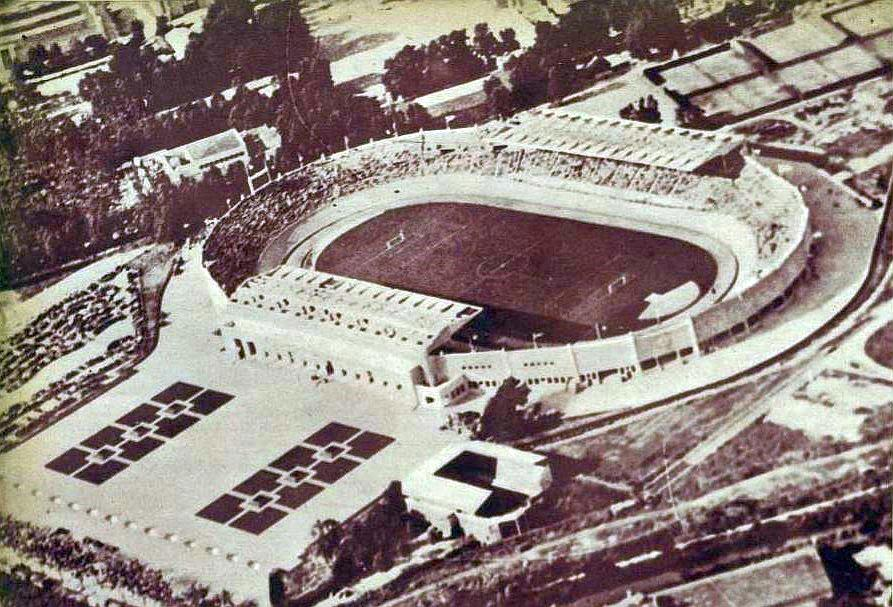
Foto aerea del Vélodrome scattata il 13 giugno 1937.

Nel 1935 il progetto dello stadio fu affidato al gruppo di architetti Pollack Ploquin. A capeggiare questo team vi era Henri Ploquin, che nel 1932 aveva progettato lo stadio municipale Louis Darragon con Charles Bouhana. Per ragioni economiche fu edificato solo lo Stade Vélodrome. Il 28 aprile 1935 ci fu la posa della prima pietra alla presenza del sindaco di Marsiglia, Ribot, su un ex sito militare tra la città e i sobborghi di St. Giniez e Sainte-Marguerite. Lo Stade Vélodrome aprì i battenti il 13 giugno 1937 in occasione di una gara amichevole tra l'Olympique de Marseille e il Torino, partita vinta dalla squadra marsigliese per 2-1. Il 29 agosto 1937, per la seconda giornata del campionato francese di calcio, si affrontarono nello stadio l'OM e il Cannes: fu il primo match ufficiale giocato nello stadio.
Come suggerisce il nome, lo Stade Vélodrome fu usato anche per competizioni ciclistiche, ma queste gare divennero sempre meno frequenti, così che l'area attorno alla pista per i ciclisti fu occupata via via da un numero sempre crescente di seggiolini.
L'Olympique de Marseille rimase per lungo tempo ostile allo Stade Vélodrome, chiamandolo "stadio dell'amministrazione comunale". Per i tifosi della squadra tra le due guerre il vero stadio del Marsiglia era lo Stade de l'Huveaune, di proprietà dell'OM, la cui costruzione era stata in parte finanziata dai sostenitori del club negli anni '20. Dopo la seconda guerra mondiale, però, lo Stade de l'Huveaune non era più di proprietà del club marsigliese. Alla ricerca di sostegno da parte della città, il presidente Marcel Leclerc fece giocare la squadra all'Huveaune dal 1945 al 1960. Alla fine il Comune cedette e l'OM poté trasferirsi al Vélodrome. Negli anni '70 l'OM condivise lo stadio con la squadra di rugby Marseille XIII.

### Primi rinnovamenti
Nel 1970 furono apportate le prime sostanziose modifiche al Vélodrome, con la sostituzione dei riflettori posti a ridosso delle tribune Ganay e Jean Bouin. Nel marzo 1971 la capienza dello stadio fu portata a quasi 60 000 spettatori, con la riduzione della pista ciclistica e la rimozione della pista di atletica. La capienza fu dunque portata a 55 000 posti, inclusi quelli in piedi.
L'Olympique tornò allo Stade de l'Huveaune per la stagione 1982-1983, impossibilitata a giocare allo Stade Vélodrome, che era sottoposto a lavori di ammodernamento in vista del campionato d'Europa 1984, in programma in Francia. In questo periodo il terreno di gioco fu completamente sostituito. La semifinale dell'europeo tra Francia e Portogallo fu seguita da 54 848 spettatori, nuovo record di affluenza nello stadio. La capienza dell'impianto fu in seguito ridotta a 42 000 spettatori per ragioni di sicurezza.
La pista ciclistica fu rimossa completamente con la nomina a presidente di Bernard Tapie, nel 1985. Egli decise per la rimozione e per la ridefinizione degli angoli dello stadio, che portò la capienza a 48 000 posti. Questo rinnovamento inaugurò l'epoca in cui il Vélodrome sarebbe stato uno stadio multiuso. Anche la zona attorno allo stadio fu trasformata, con la creazione di una seconda linea della metropolitana che serviva direttamente il Vélodrome partendo da due stazioni e con la costruzione del Palais des Sports.
Lo stadio fu teatro di un singolare episodio nel 1991, precisamente il 20 marzo, quando una partita tra l'Olympique de Marseille e la società italiana del Milan valida per il ritorno dei quarti di finale della Coppa dei Campioni venne sospesa all'87º minuto a causa di un black out che lasciò il campo privo di illuminazione; poco dopo le luci vennero parzialmente ripristinate, quindi il capitano del Milan Franco Baresi e l'arbitro, lo svedese Bo Karlsson, avrebbero desiderato riprendere il gioco, come previsto dal regolamento in situazioni del genere, tuttavia l'amministratore delegato milanista Adriano Galliani decise ed impose il ritiro della squadra dalla partita. Al momento dell'interruzione il risultato era di 1-0 per l'Olympique de Marseille; a causa del comportamento tenuto, il Milan fu sanzionato dall'UEFA con la sconfitta per 0-3 a tavolino e l'esclusione da tutte le competizioni europee per la stagione successiva.

### Campionato mondiale del 1998 e oltre
Lo Stade Vélodrome fu completamente ristrutturato in vista del campionato del mondo 1998. La capienza fu portata a 60 031 posti e lo stadio ospitò il sorteggio dei gironi, che si svolse il 4 dicembre 1997. Nell'estate del 1998 fu teatro di sette partite del mondiale, tra cui la prima della Francia, contro il Sudafrica, il quarto di finale tra Argentina e Paesi Bassi e la semifinale tra Brasile e Paesi Bassi.
Il 6 maggio 2004 fu stabilito il record di affluenza (58 897 spettatori) per una partita tra squadre di club, Olympique Marsiglia-Newcastle Utd 2-0, semifinale di Coppa UEFA.

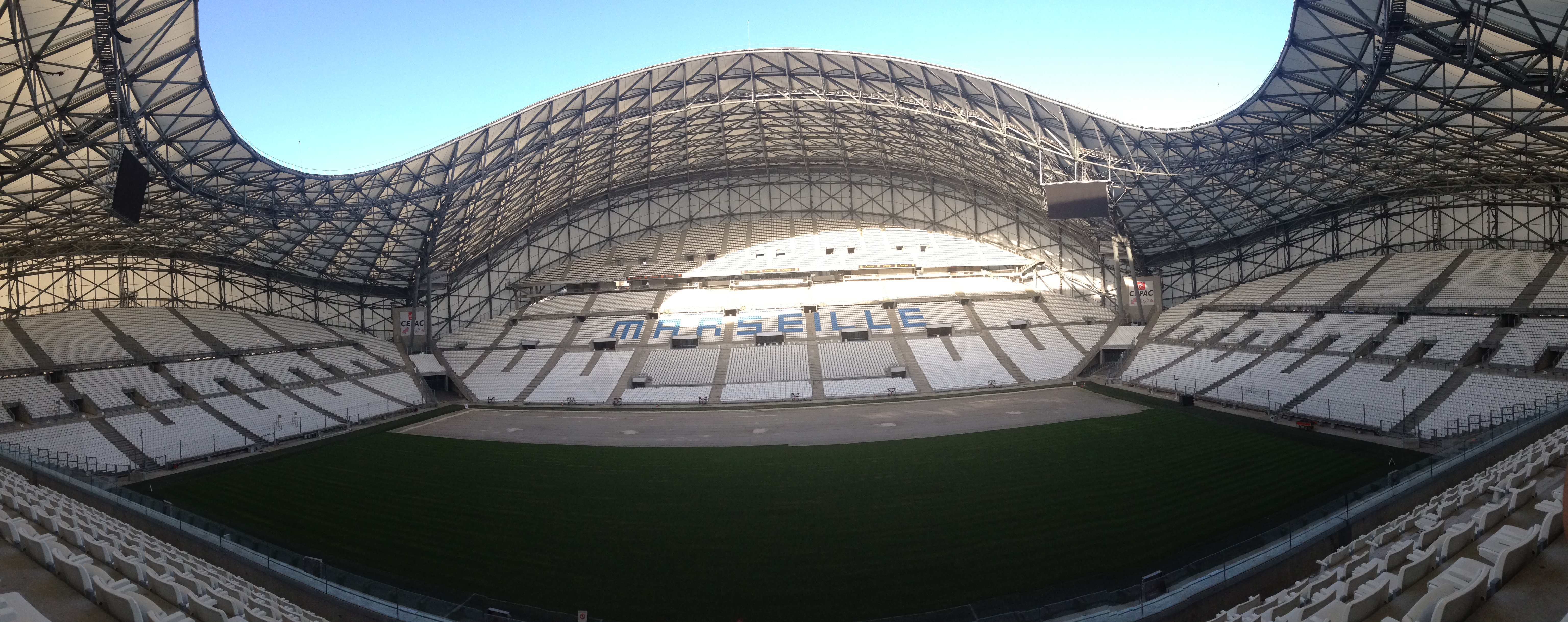
Veduta interna del Vélodrome nel 2015.

In occasione del mondiale di rugby del 2007 il Vélodrome ospitò sei partite, inclusi due quarti di finale (Australia-Inghilterra, con 59 120 spettatori, record per lo stadio) e Sudafrica-Figi. Il 16 luglio 2009, durante i preparativi per un concerto di Madonna, il crollo del tetto del palco (60 tonnellate) causò la morte di due operai e il ferimento di altre otto persone.
Criticato dai sostenitori marsigliesi per l'esposizione ai venti di maestrale e l'acustica insoddisfacente, lo Stade Vélodrome dal 2003 è stato interessato da numerosi progetti di ammodernamento e ampliamento. Nel luglio 2009 fu lanciata una partnership pubblica-privata per risistemare lo stadio. Nel giugno 2010, con l'assegnazione del campionato d'Europa 2016 alla Francia, fu annunciato che l'impianto sarebbe stato rinnovato, con l'aumento di capienza da 60 031 a 67 000 spettatori e il passaggio alla categoria Elite della UEFA. I lavori iniziarono nella primavera del 2011. Dopo tre anni di ristrutturazione, il nuovo Stadio Vélodrome fu ufficialmente inaugurato il 16 ottobre 2014. Il nuovo impianto ha una capienza maggiorata e una copertura bianca ondulata di 65 000 metri quadrati, progettata per proteggere i tifosi dalle intemperie. Dal 2016 è denominato anche Orange Vélodrome, a seguito dell'accordo di sponsorizzazione con la compagnia di telecomunicazioni Orange S.A. (ex France Télécom).

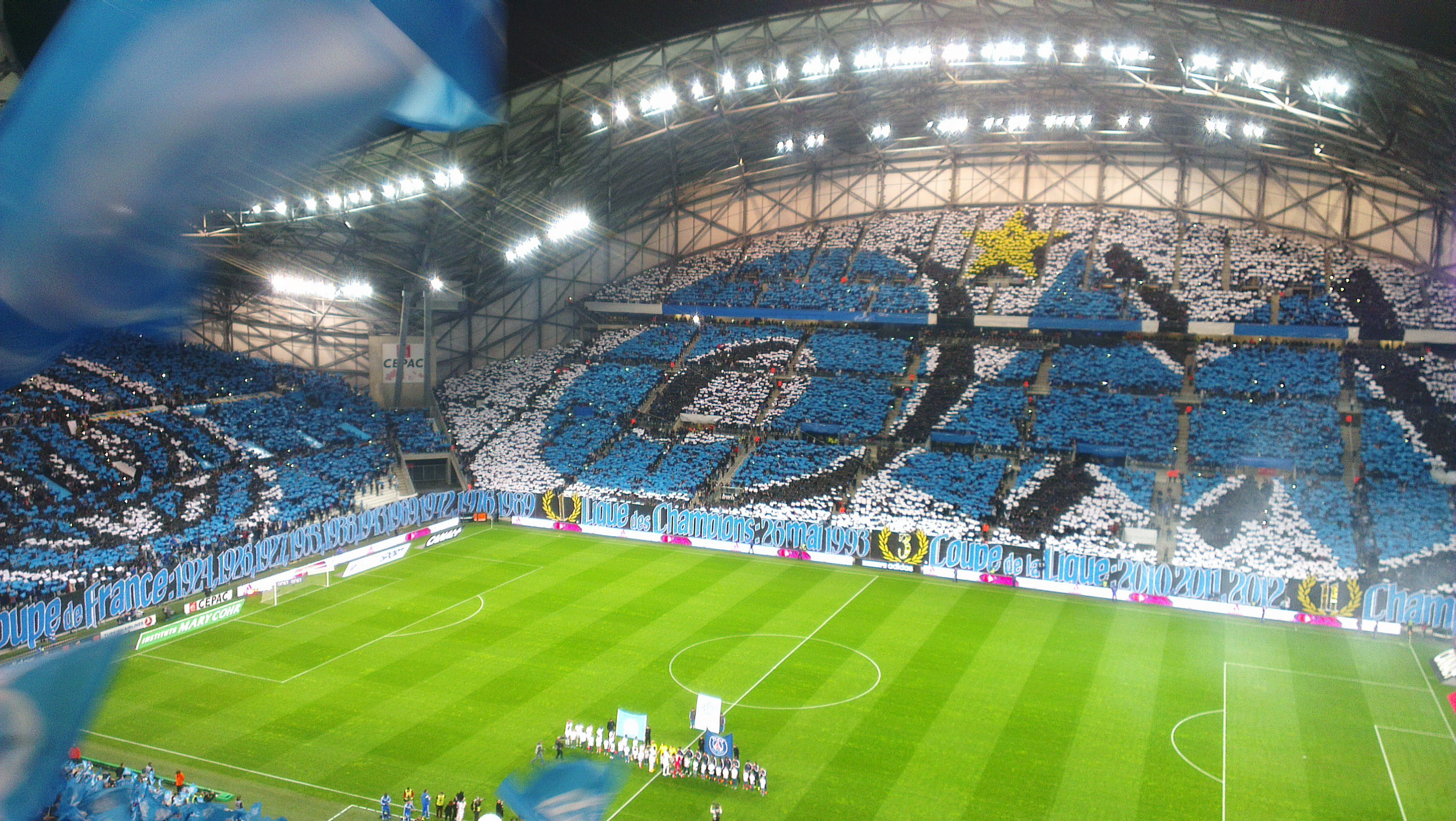
Coreografia dei tifosi dell'OM prima di una partita contro il Paris Saint-Germain nel 2015.

Il record di spettatori fu stabilito il 26 febbraio 2017 in occasione di una partita di Ligue 1, il derby di Francia tra l'Olympique Marsiglia e il PSG, con 65 252 presenti.
Nel 2007 il Vélodrome fu uno degli stadi ospitanti le partite della Coppa del Mondo di rugby 2007, quattro partite dei gironi (tra cui Nuova Zelanda-Italia) e due partite dei quarti di finale.
Nel 2010 fu scelto come sede della finale di European Challenge Cup 2009-2010 giocata tra Cardiff Blues e i francesi del Tolone: nonostante il "fattore campo" a favore dei francesi, la vittoria andò per la prima volta a Cardiff.
Nel 2017 ospitò partenza e arrivo della ventesima tappa a cronometro del Tour de France.
Nel 2024 l'impianto ha ospitato alcune gare del torneo di calcio dei Giochi della XXXIII Olimpiade.

## Incontri di Rilievo

### Campionato mondiale 1938
- Italia -  Norvegia 2-1 (5 giugno, ottavi di finale)
- Italia -  Brasile 2-1 (16 giugno, semifinale)

### Campionato europeo 1960
- Cecoslovacchia -  Unione Sovietica 0-3 (6 luglio, semifinale)
- Cecoslovacchia -  Francia 2-0 (9 luglio, finale terzo posto)

### Campionato europeo 1984
- Spagna -  Portogallo 1-1 (17 giugno, gruppo B)
- Francia -  Portogallo 3-2 d.t.s. (23 giugno, semifinale)

### Campionato mondiale 1998
- Francia -  Sudafrica 3-0 (12 giugno, gruppo C)
- Inghilterra -  Tunisia 2-0 (15 giugno, gruppo G)
- Paesi Bassi -  Corea del Sud 5-0 (20 giugno, gruppo E)
- Brasile -  Norvegia 1-2 (23 giugno, gruppo A)
- Italia -  Norvegia 1-0 (27 giugno, ottavi di finale)
- Paesi Bassi -  Argentina 2-1 (4 luglio, quarti di finale)
- Brasile -  Paesi Bassi 1-1 d.t.s., 4-2 d.t.r. (7 luglio, semifinale)

### Coppa del mondo di rugby 2007
- Nuova Zelanda -  Italia 76-14 (8 settembre, gruppo C)
- Italia -  Romania 24-18 (12 settembre, gruppo C)
- Argentina -  Namibia 63-3 (22 settembre, gruppo D)
- Francia -  Georgia 64-7 (30 settembre, gruppo D)
- Australia -  Inghilterra 10-12 (6 ottobre. quarti di finale)
- Sudafrica -  Figi 37-20 (7 ottobre. quarti di finale)

### Coppa del mondo di rugby 2023
- Inghilterra -  Argentina 27-10 (9 settembre, gruppo D)
- Sudafrica -  Scozia 18-3 (10 settembre, gruppo B)
- Francia -  Namibia 96-0 (21 settembre, gruppo A)
- Sudafrica -  Tonga 49-18 (1º ottobre, gruppo B)
- Galles -  Argentina 17-29 (14 ottobre. quarti di finale)
- Inghilterra -  Figi 30-24 (15 ottobre. quarti di finale)

### Finale della Challenge Cup di rugby
- Cardiff Rugby 28 - 21  Tolone - (23 maggio 2010)

### Campionato europeo 2016
| Data           | Ora (CET) | Squadra numero 1 | Ris.            | Squadra numero 2 | Fase del torneo  | Spettatori |
| -------------- | --------- | ---------------- | --------------- | ---------------- | ---------------- | ---------- |
| 11 giugno 2016 | 21:00     | Inghilterra      | 1 - 1           | Russia           | Girone B         | 62 343     |
| 15 giugno 2016 | 21:00     | Francia          | 2 - 0           | Albania          | Girone A         | 63 670     |
| 18 giugno 2016 | 18:00     | Islanda          | 1 - 1           | Ungheria         | Girone F         | 60 842     |
| 21 giugno 2016 | 21:00     | Ucraina          | 0 - 1           | Polonia          | Girone C         | 58 874     |
| 30 giugno 2016 | 21:00     | Polonia          | 1 - 1 (3-5 dcr) | Portogallo       | Quarti di finale | 62 940     |
| 7 luglio 2016  | 21:00     | Germania         | 0 - 2           | Francia          | Semifinali       | 64 078     |

## Galleria d'immagini

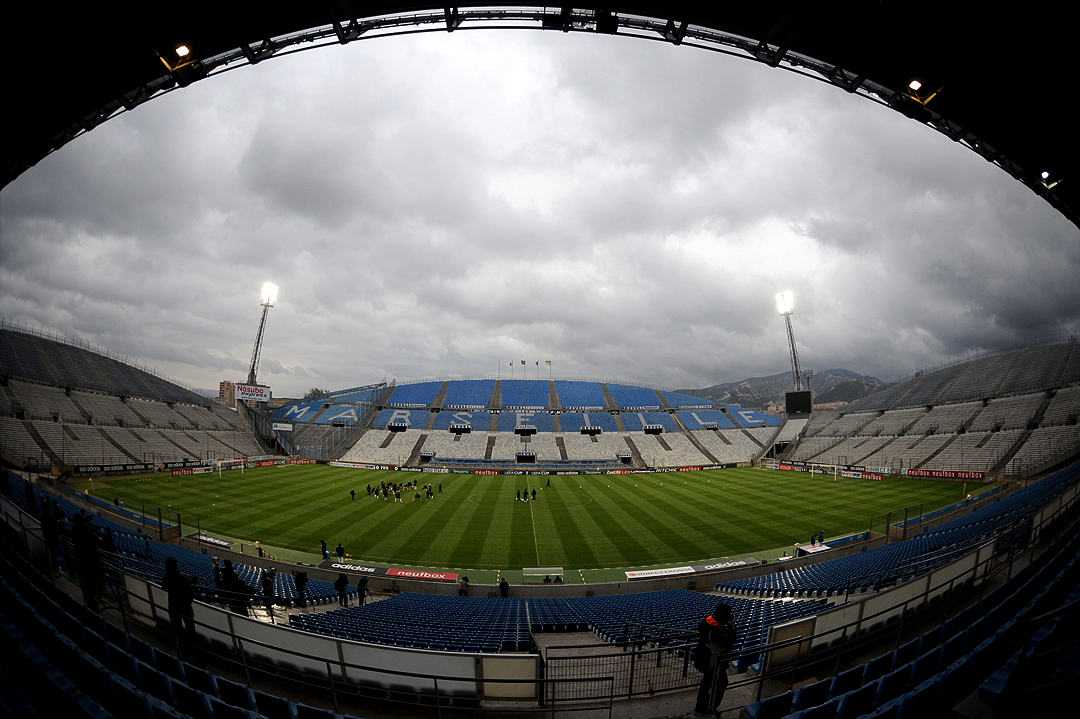
Interno dello stadio prima della ristrutturazione.
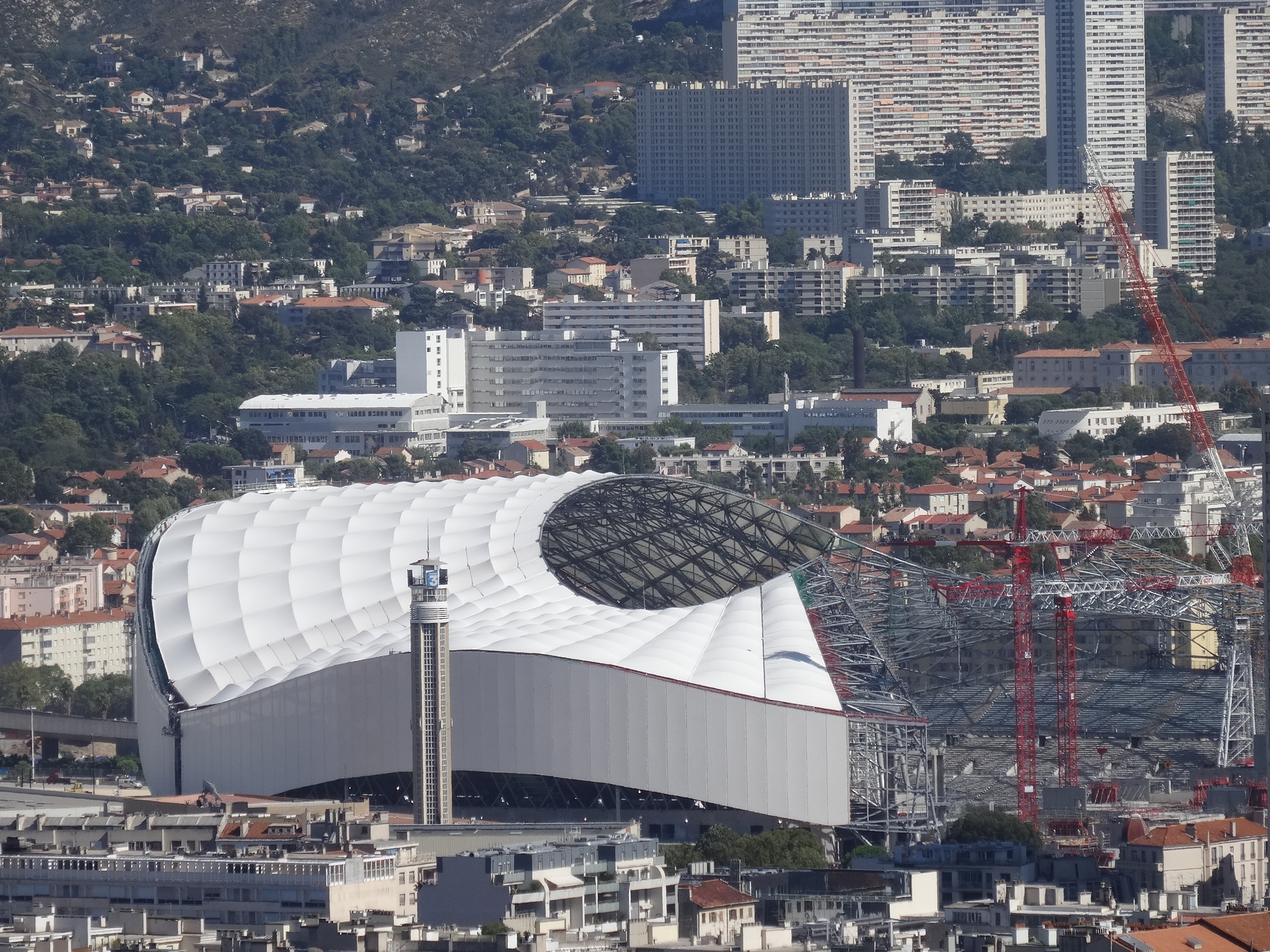
Esterno del Vélodrome durante la ristrutturazione, foto scattata nel 2013.
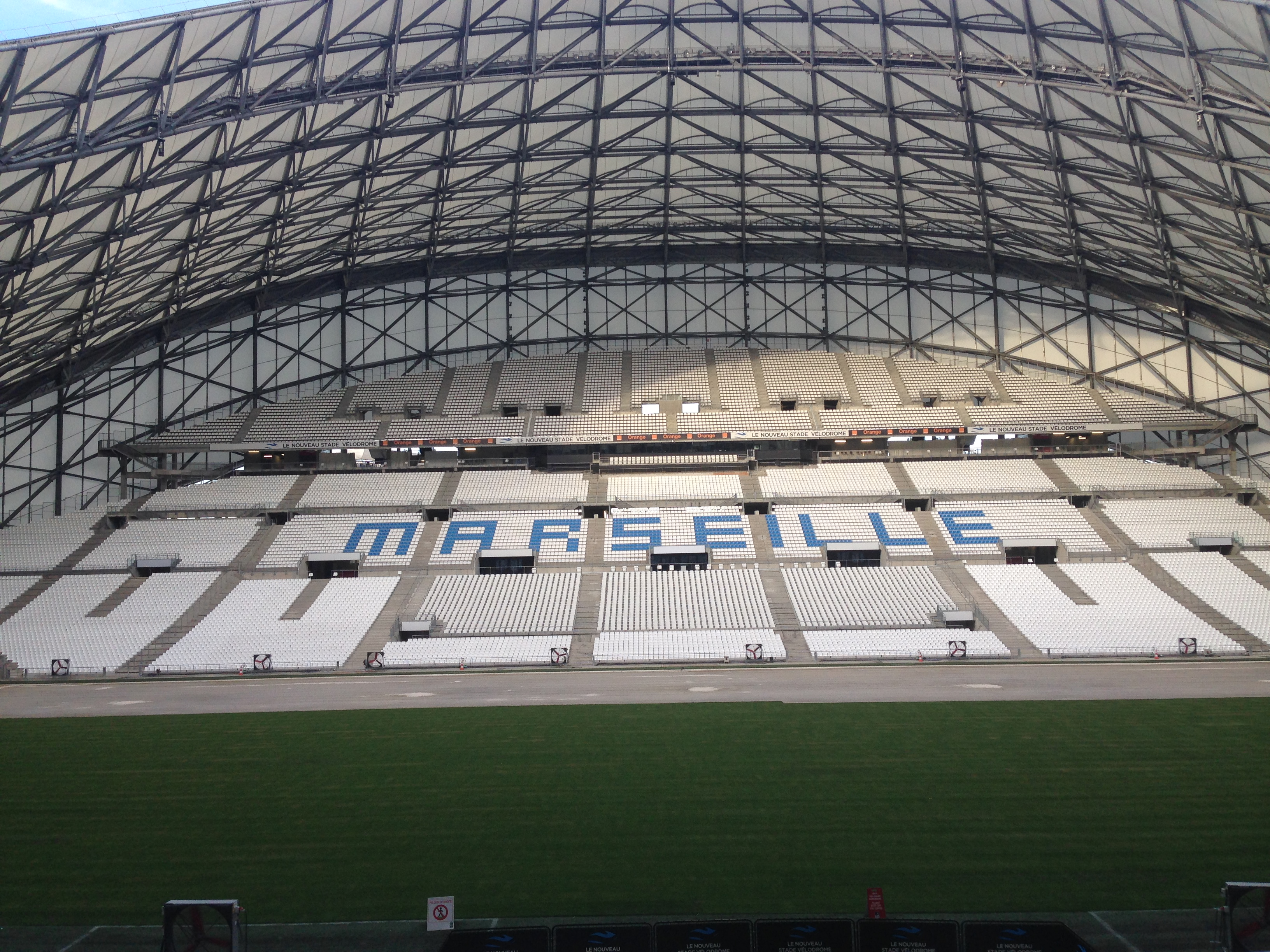
Interno dello stadio in agosto 2015.